# Pierre Legros il Vecchio
Pierre Legros, detto il Vecchio (Chartres, 1629 – Parigi, 11 maggio 1714), è stato uno scultore francese.
È conosciuto per aver realizzato numerose sculture destinate al castello di Versailles, principalmente su disegni di Charles Le Brun o in collaborazione con il fonditore Jean-Balthazar Keller. Legros faceva parte degli scultori legati a Bâtiments du Roi. Suo figlio  Pierre Legros il Giovane fu anch'egli scultore e operò prevalentemente a Roma.

## Biografia

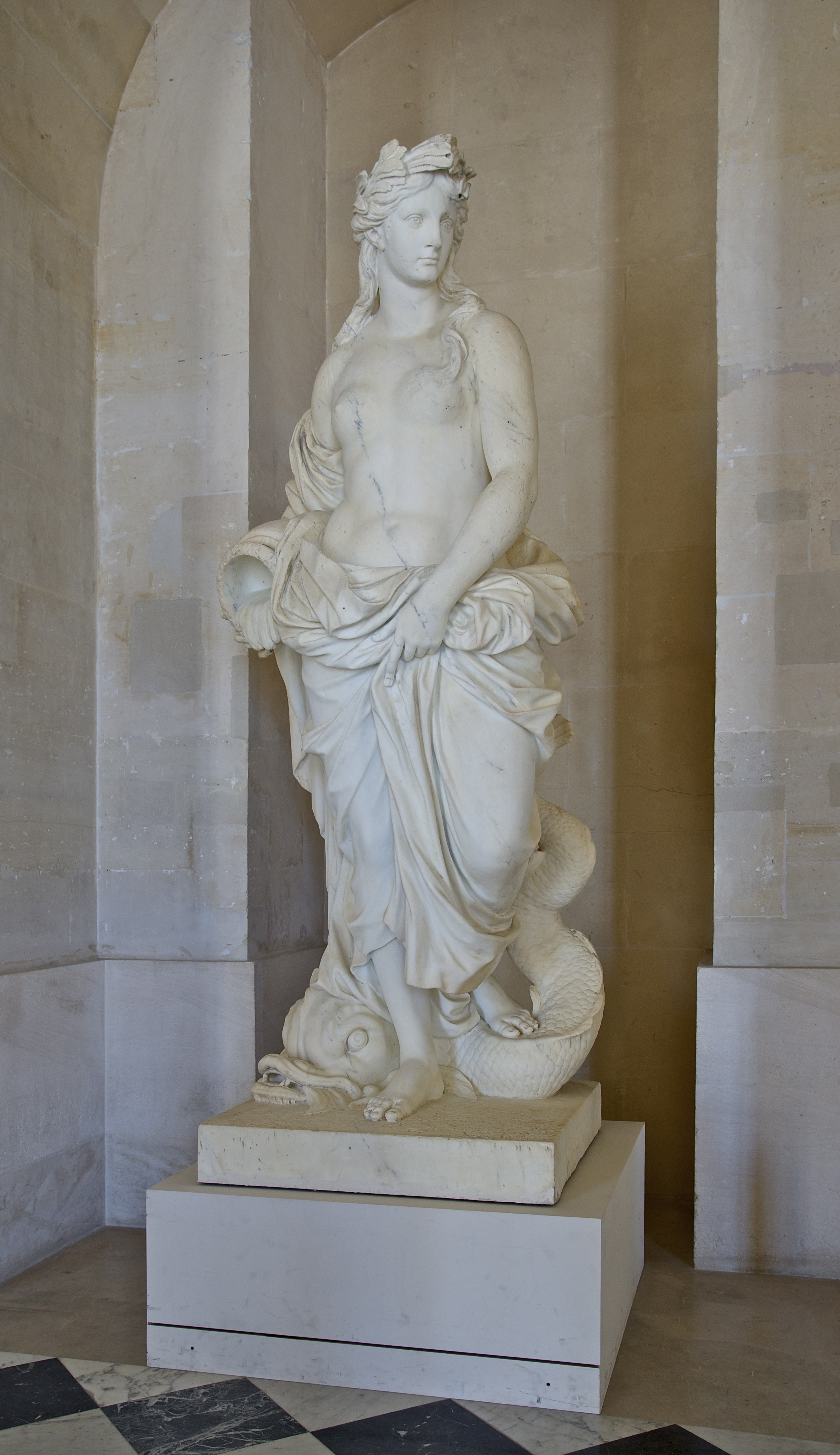
L'Acqua, di Pierre Legros il Vecchio - Castello di Versailles

Pierre Legros il Vecchio era figlio di due speziali di Chartres, Lubin Legros e Francesca Conflans.
Nel 1663 sposò in prime nozze Jeanne de Marsy, figlia dell'architetto e scultore Gaspard de Marsy. Nel 1666 fu accettato dall'Accademia regia di pittura e scultura e realizzò numerose opere per il castello di Versailles e i suoi giardini, comprendenti statue in bronzo o in marmo, bassorilievi e fontane.
La coppia ebbe due figli. Nel 1668 sua moglie morì. Il 9 aprile 1669 egli sposò in seconde nozze la figlia dell’incisore Jean Le Pautre, Marie Lepaultre. La coppia ebbe tre figli, tra i quali il pittore Jean Legros e il musicista Simon Legros, musicista ufficiale del re di Polonia. Pierre Legros morì a Parigi l'11 maggio 1714

## Opere
- Porte Saint-Martin a Parigi: La presa del Limburgo nel 1675 (una donna seduta vicino a un leone accucciato).
- Viale d'acqua del castello di Versailles: vasche e Bagno delle ninfe.
- Parterre d'eau del castello di Versailles: L'Acqua, uno dei "quattro elementi" della Grande Commande per i giardini di Versailles.
- La fontana con Il cherubino che suona la Lira fu tolta dal castello di Versailles a metà del XVIII secolo; si trova oggi a Washington presso la National Gallery of Art.
- Coro della cattedrale di Notre-Dame de Chartres: gruppo della Guarigione del cieco dalla nascita, posto il 5 giugno 1683, vigilia della Pentecoste[2].

## Alcune sculture di Pierre Legros il Vecchio al museo del Louvre

Le quattro stagioni
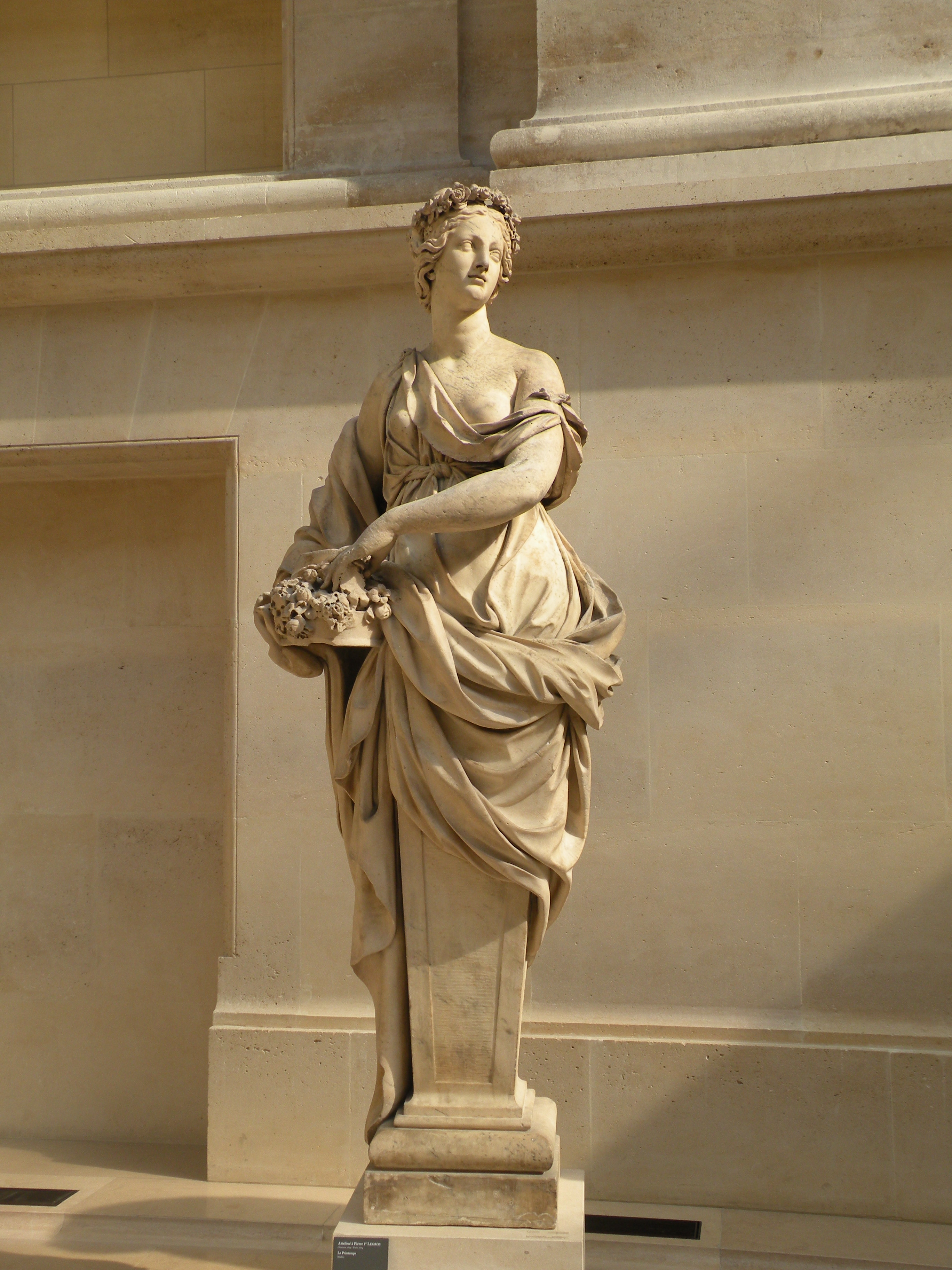
La Primavera.
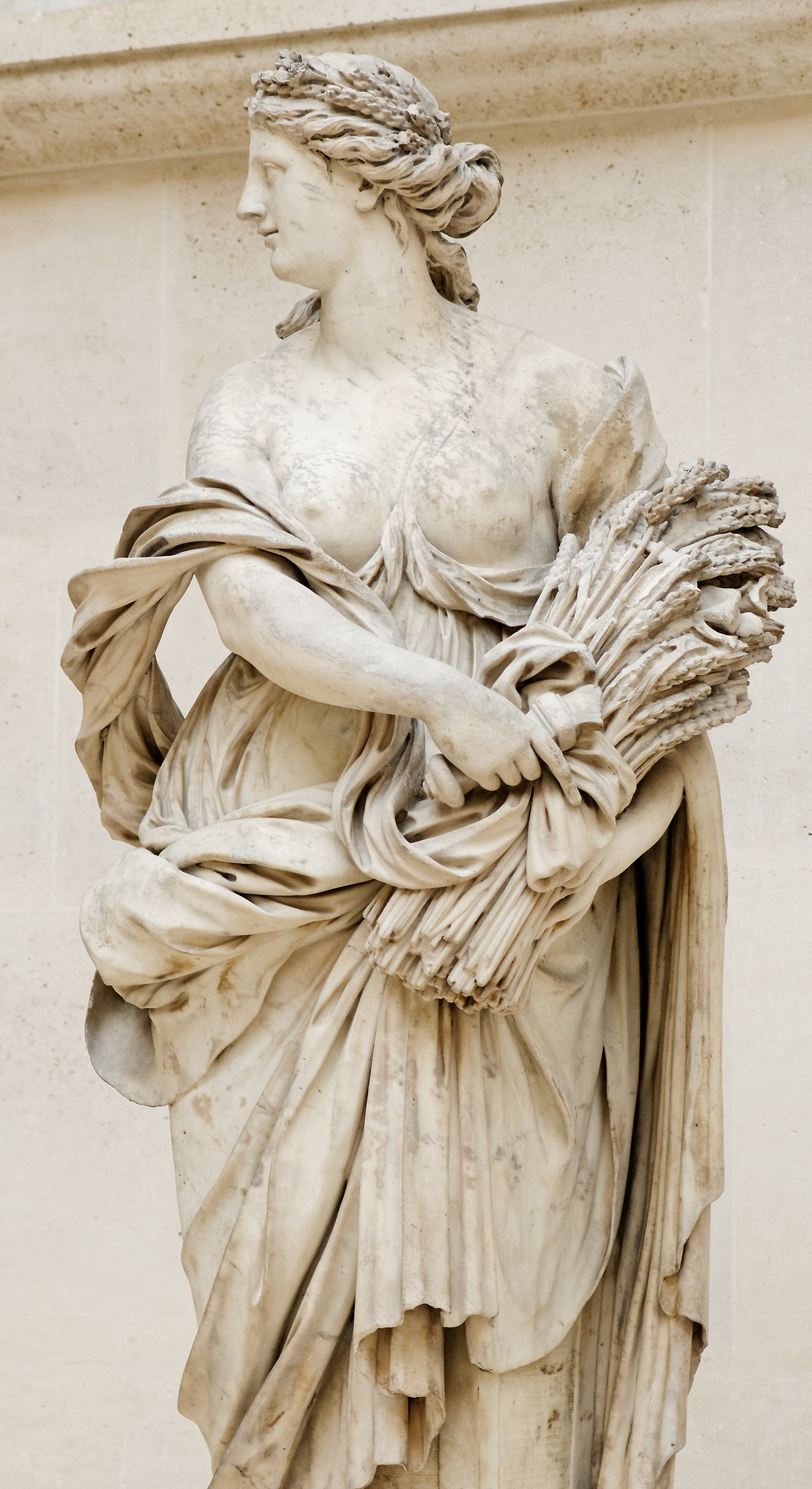
L'Estate.
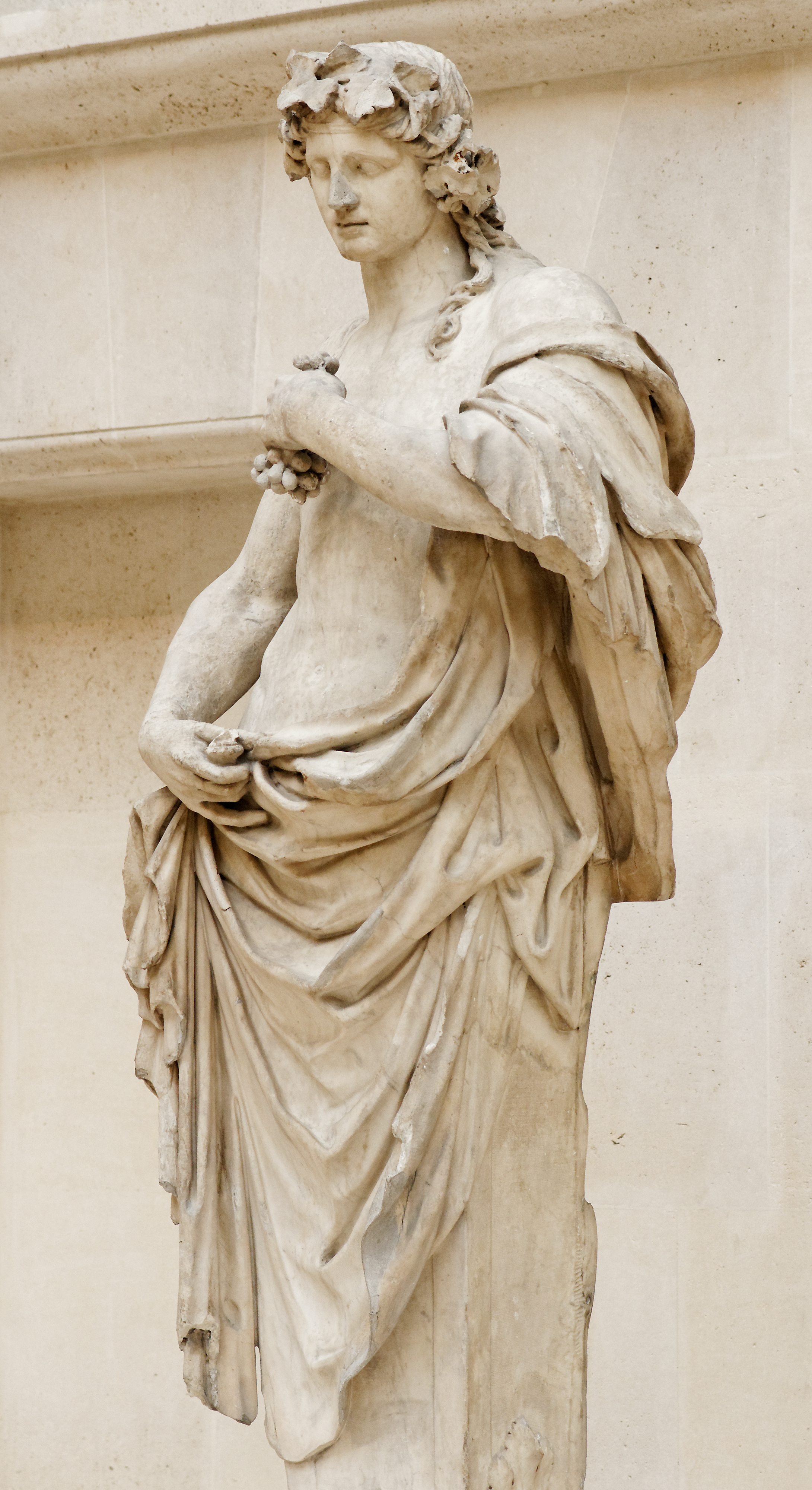
L'Autunno.
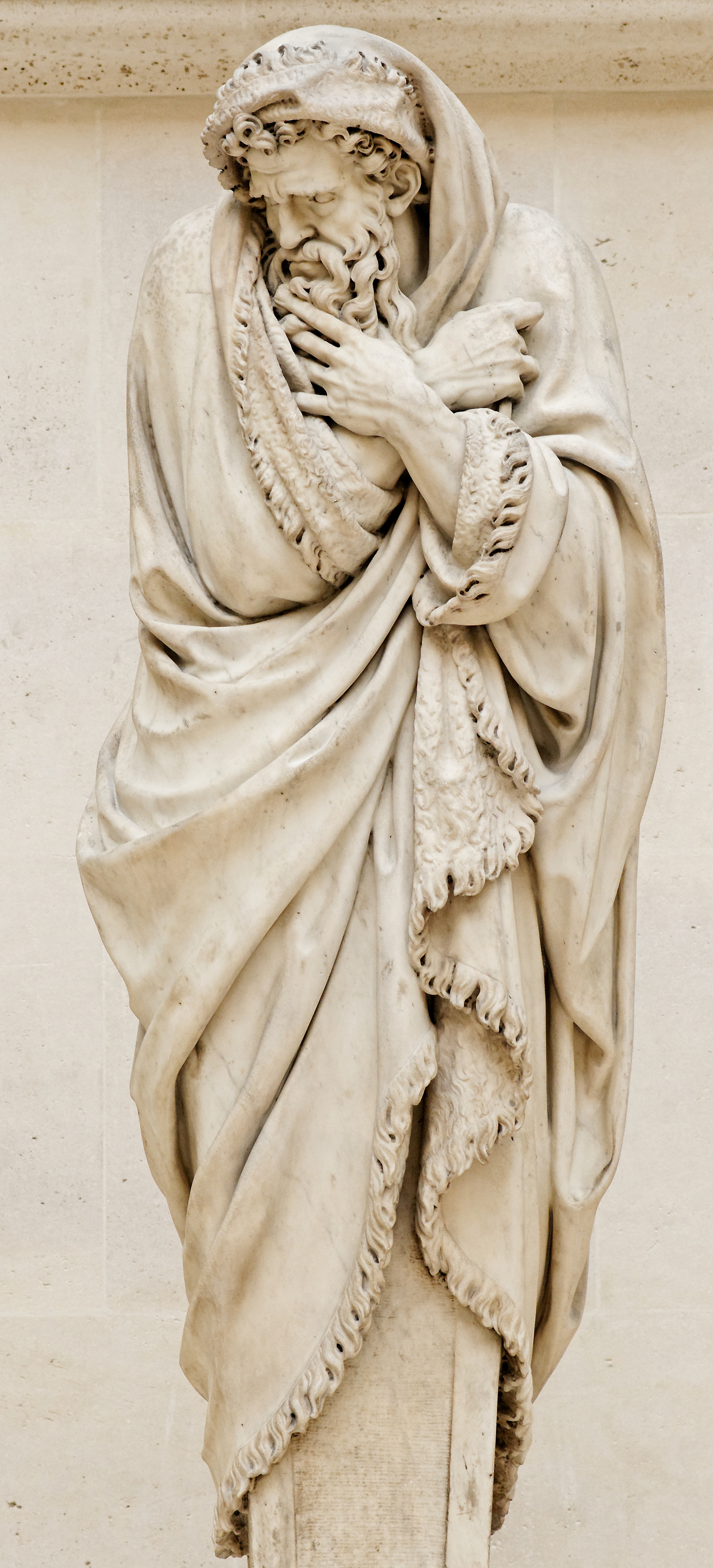
L'Inverno.